# Wereldkampioenschappen schoonspringen 2009 – eenmeterplank mannen
Het Wereldkampioenschap op de 1 meter plank voor mannen werd gehouden op 17 juli 2009 in Rome, Italië. De eerste 12 uit de voorronde kwalificeerden zich voor de finale die later op de dag gehouden werd. Regerend wereldkampioen was de Chinees Luo Yutong.

## Uitslagen

### Voorronde
| Rang | Naam                      | Nationaliteit          | Score  | Bijz. |
| ---- | ------------------------- | ---------------------- | ------ | ----- |
| 1    | Zhang Xinhua              | China                  | 416.10 | Q     |
| 2    | Chris Colwill             | Verenigde Staten       | 413.35 | Q     |
| 3    | Qin Kai                   | China                  | 412.00 | Q     |
| 4    | Ilija Kvasja              | Oekraïne               | 378.50 | Q     |
| 5    | Pavlo Rozenberg           | Duitsland              | 372.95 | Q     |
| 6    | Javier Illana             | Spanje                 | 371.40 | Q     |
| 7    | Ilja Zakharov             | Rusland                | 370.95 | Q     |
| 8    | Eric Sehn                 | Canada                 | 369.80 | Q     |
| 9    | Matthew Mitcham           | Australië              | 369.05 | Q     |
| 10   | Peter Waterfield          | Verenigd Koninkrijk    | 365.80 | Q     |
| 11   | Carlos Calvo              | Spanje                 | 364.55 | Q     |
| 12   | Andrzej Rzeszutek         | Polen                  | 360.70 | Q     |
| 13   | Nicola Marconi            | Italië                 | 352.40 |       |
| 14   | Constantin Blaha          | Oostenrijk             | 350.40 |       |
| 15   | Sebastian Villa Castañeda | Colombia               | 342.60 |       |
| 16   | Terry Horner              | Verenigde Staten       | 336.15 |       |
| 17   | Christopher Sacchin       | Italië                 | 334.00 |       |
| 18   | Cesar Castro              | Brazilië               | 329.95 |       |
| 19   | Grant Nel                 | Australië              | 327.65 |       |
| 20   | Timo Klami                | Noorwegen              | 323.10 |       |
| 21   | Jorge Luis Pupo Caraballo | Cuba                   | 321.75 |       |
| 22   | Jevgeni Koeznetsov        | Rusland                | 319.20 |       |
| 23   | Mathieu Rosset            | Frankrijk              | 314.20 |       |
| 24   | Julian Sanchez            | Mexico                 | 313.95 |       |
| 25   | Victor Manuel Toranzo     | Cuba                   | 311.90 |       |
| 26   | Ignas Barkauskas          | Litouwen               | 311.50 |       |
| 27   | Sime Perić                | Kroatië                | 311.40 |       |
| 28   | Yahel Castillo            | Mexico                 | 295.80 |       |
| 29   | Son Seongchel             | Zuid-Korea             | 290.45 |       |
| 30   | Timofei Hordeichik        | Wit-Rusland            | 275.15 |       |
| 31   | Jorge Sanchez             | Venezuela              | 270.80 |       |
| 32   | Ville Vahtola             | Finland                | 259.30 |       |
| 33   | Muhammad Fakhrul Izzat    | Maleisië               | 250.65 |       |
| 34   | Michel Annas              | Duitsland              | 231.25 |       |
| 35   | Argenis Alvarez           | Dominicaanse Republiek | 194.45 |       |

### Finale
| Rang   | Naam              | Nationaliteit       | Score  |
| ------ | ----------------- | ------------------- | ------ |
| Goud   | Qin Kai           | China               | 449.00 |
| Zilver | Zhang Xinhua      | China               | 445.90 |
| Brons  | Matthew Mitcham   | Australië           | 440.20 |
| 4      | Peter Waterfield  | Verenigd Koninkrijk | 432.60 |
| 5      | Ilija Kvasja      | Oekraïne            | 413.10 |
| 6      | Javier Illana     | Spanje              | 395.55 |
| 7      | Eric Sehn         | Canada              | 391.80 |
| 8      | Andrzej Rzeszutek | Polen               | 369.25 |
| 9      | Chris Colwill     | Verenigde Staten    | 350.30 |
| 10     | Ilja Zakharov     | Rusland             | 322.75 |
| 11     | Pavlo Rozenberg   | Duitsland           | 320.65 |
| 12     | Carlos Calvo      | Spanje              | 307.60 |